# Dodman Island
Dodman Island ist eine 5,5 km lange Insel im Archipel der Biscoe-Inseln westlich der Antarktischen Halbinsel. Sie liegt 6 km südöstlich der Rabot-Insel und 16 km westlich des Ferin Head am Nordrand der Mudge-Passage.
Kartiert und benannt wurde die Insel von Teilnehmern der British Graham Land Expedition (1934–1937) unter der Leitung des australischen Polarforschers John Rymill. Vorlage für die Benennung war die Landspitze Dodman Point in der Veryan Bay in Cornwall.